# Rick Reuschel
Rickey Eugene Reuschel (Quincy, Illinois, 16 de mayo de 1949), más conocido como Rick Reuschel, es un exjugador profesional estadounidense de béisbol que se desempeñó en la posición de lanzador en las Grandes Ligas de Béisbol (MLB). Logró obtener dos Guantes de Oro.

## Carrera
Reuschel jugó como profesional diez temporadas en Chicago Cubs (1972-1981), después pasó a New York Yankees (1981), luego regresó a Chicago Cubs (1983-1984), posteriormente se unió a Pittsburgh Pirates (1985-1987), y finalmente, a San Francisco Giants, donde jugó cinco temporadas (1987-1991), y fue el equipo en el que se retiró.

## Premios
Fue galardonado con el Guante de Oro en dos oportunidades (1985 y 1987).